# Семь ремёсел
Семь ремёсел, также Ремесленные искусства (лат. artes mechanicae), несвободные искусства (artes illiberales), или ремёсла — согласно средневековой европейской концепции, семь прикладных искусств, связанных с физическим трудом. Ремёсла считались «низкими» и «вульгарными» в сравнении со свободными искусствами, овладение которыми открывало путь для занятий философией. Изначально равное семи, количество ремёсел с течением времени менялось.

## Исторический очерк
Считавшийся «родоначальником схоластики» Эриугена (IX век) выделял следующие семь ремёсел:
- Ткачество (vestiaria);
- Земледелие (agricultura);
- Архитектура (architectura);
- Военное дело и охота (venatoria);
- Торговля (mercatura);
- Поваренное искусство (coquinaria);
- Кузнечное дело (metallaria);

У Гуго Сен-Викторского в его философско-дидактическом сочинении «Дидаскаликон, или Семь книг назидательного обучения» (XII век) в списке семи ремёсел вместо торговли, земледелия и поваренного искусства стоят мореплавание, лечебное искусство и лицедейство. С XVIII века ремёсла традиционно противопоставлялись так называемым изящным искусствам.
В XIX веке в Европе с «механическими искусствами» стали связывать инженерное дело. Это определение стали применять для отделения данной отрасли человеческой деятельности от творческих и художественных направлений, таких как исполнительские и изящные искусства, которые были уделом высшего класса (интеллигенции) эпохи. Ремёсла же виделись занятиями тех, кто не происходил из родовитых семейств.